# Juan de Iriarte y Cisneros
Juan de Iriarte y Cisneros (La Orotava, actual Puerto de la Cruz, 15 de desembre de 1702 - Madrid, 23 d'agost de 1771) fou un hel·lenista, llatinista, bibliògraf, lexicògraf i poeta espanyol de la Il·lustració, oncle del poeta i dramaturg Tomás de Iriarte i dels diplomàtics Bernardo de Iriarte i Domingo de Iriarte.

## Biografia
Als onze anys va ser enviat a París per completar la seva educació; dos anys després va passar a Rouen en companyia de monsieur Hely, amic del seu pare i antic cònsol de França a les illes Canàries. Fou enviat de nou a París, al Liceu Louis-le-Grand, on li va tocar ser alumne de Voltaire i va passar els vuit següents anys. En 1723 va abandonar el col·legi i es va traslladar a Londres per completar els seus estudis, de manera que va acabar dominant el grec, el llatí, el francès i l'anglès. Després va tornar a la seva illa natal, però com es va trobar amb la defunció del seu pare i aquí els seus talents romanien desaprofitats, va marxar en 1724 a Madrid, on va obtenir la protecció del jesuïta escocès Guillermo Clarke, confessor i bibliotecari de Felip V; va ocupar càrrecs de confiança a palau i va ser nomenat en 1729 Oficial Escrivà de la recentment fundada Biblioteca Reial, i tres anys més tard Bibliotecari de Seient. Va editar en 1729 una Regia Matritensis Bibliotheca Geographica et Chronologica, el primer catàleg publicat per la Biblioteca Pública Reial. El Bibliotecari Major de la institució i historiador Juan de Ferreras y García va fer possible que Iriarte fos designat preceptor dels fills dels Ducs de Béjar i d'Alba (1725) i de l'infant Manuel de Portugal. Va prendre part en la redacció del Diario de los Literatos (1737) com a crític literari, al costat d'il·lustrats de la talla de Gregori Maians i Siscar i Lorenzo Hervás y Panduro. Va escriure una Gramática latina en vers amb comentari en prosa, la qual cosa li va valer elogis com humanista. Per això el ministre marquès de Villarias va creure convenient nomenar-lo oficial traductor de la primera Secretaria d'Estat el 21 de febrer de 1742 i per raó d'aquest càrrec va redactar despatxos llatins per a les diverses corts d'Europa, així com les inscripcions oficials posades a les tombes dels reis, palaus, convents, ponts i calçades, fins al mateix moment de la seva mort. A l'any següent és nomenat membre supernumerari de la Reial Acadèmia Espanyola i de nombre el 21 de setembre de 1747. També fou nomenat acadèmic de la Reial Acadèmia de Belles Arts de Sant Ferran en 1752. El seu discurs d'entrada en la primera va versar Sobre la imperfección de los diccionarios que, juntament amb els seus treballs com a director del gran Diccionario latín-español que el govern li havia manat redactar, és la seva principal contribució a la lexicografia. Va compondre a més una Paleografía griega i una Bibliotheca graeca en la qual descrivia no menys de cinquanta còdexs grecs de la Reial que va copiar el famós Constantí Làscaris i que estaven sota la seva custòdia. Els seus treballs bibliogràfics, no obstant això, es van estendre més lluny, i se li deu, a més, una  Lista de los Principales Manuscritos de la Librería de los Marqueses de Villena. Sacada de la Hijuela Authentica de los bienes que quedaron por muerte del Marqués Don Andrés Pacheco, en 9 de octubre de 1748. Por la tarde por mí mismo, que es conserva a la Biblioteca de la Fundació Juan March. També va convèncer el pare Enrique Flórez, gran amic seu, perquè comencés la seva monumental España sagrada. Va sobresortir, d'altra banda, com a poeta llatí (Tauromaquia matritensis, sive taurorum ludi, 1725), i en aquest camp els seus versos llatins van ser més celebrats que els que també va compondre en castellà, encara que entre aquests últims els seus molt concisos epigrames, dels quals va compondre cent catorze, resulten memorables.
Com a gramàtic va redactar també Sobre los verbos reflexivos y recíprocos, 1756; Advertencias sobre la sintaxis castellana, 1755 i una Gramática latina en verso castellano, 1764, reimpresa poc després de la seva mort a cura del seu nebot Tomás. Les Obras sueltas de don Juan de Iriarte van sortir a costa de l'aristocràcia madrilenya en dos elegants toms en cambra major publicats en 1774 amb un retrat compost i dibuixat per Maella i gravat per Carmona.

## Obres
- Obras sueltas de don Juan de Iriarte, Madrid, 1774, dos vols.
- Regiae Bibliothecae Matritensis Codices Mss. Joannes Iriarte, eiusdem Custos, Manuscriptorum museo olim praepositus, idemque Regis Interpres intimus, excussit, recensuit, notis, indicibus, anecdotis pluribus evulgatis illustravit (1729)
- Artículos diversos en el Diario de los Literatos (1737)
- Sobre la imperfección de los diccionarios, discurso de ingreso en la Real Academia Española de la Lengua, 1747.
- Colección de refranes castellanos traducidos en metros latinos, 1749.
- Sobre los verbos reflexivos y recíprocos, 1756.
- Advertencias sobre la sintaxis castellana, 1755.
- Gramática latina en verso castellano, 1764.
- Paleografía griega, 1760.
- Bibliotheca graeca
- Crítica a las endechas de don Antonio de Solís a la conversión de San Francisco de Borja.
- Tauromaquia matritensis, sive taurorum ludi, Lista de los Principales Manuscritos de la Librería de los Marqueses de Villena. 1725.
- Lista de los Principales Manuscritos de la Librería de los Marqueses de Villena. Sacada de la Hijuela Authentica de los bienes que quedaron por muerte del Marqués Don Andrés Pacheco, en 9 de octubre de 1748. Por la tarde por mí mismo.

## Font
- Leopoldo Augusto de Cueto, Poetas líricos del silgo XVIII. Madrid: Atlas, 1953, t. III, p. 493-502.